# Semiothisa confuscata
Semiothisa confuscata là một loài bướm đêm trong họ Geometridae.